# Bassin de radoub de Saint-Pierre
Le bassin de radoub de Saint-Pierre est un bassin de radoub du port de Saint-Pierre, sur l'île de La Réunion, département d'outre-mer français dans le sud-ouest de l'océan Indien. Il est inscrit à l'inventaire des Monuments historiques depuis le 12 janvier 2006, en totalité,.

## Histoire
A la fin des années 1770, l’ingénieur du roi Jean-Baptiste de Tromelin envisage la construction de jetées à l’embouchure de la rivière d’Abord, projet demeuré sans suite. Avec l’essor de l’économie sucrière au milieu du XIXe siècle, l’idée de construire un port à Saint-Pierre se concrétise sous l’impulsion du gouverneur Henri Hubert-Delisle et du premier magistrat de la commune Charles Motais de Narbonne. En 1854, ils posent à Terre Sainte la première pierre d’une jetée destinée à former un bassin à l’embouchure de la rivière. Le projet, dessiné par l’ingénieur colonial Louis Maillard, consiste alors à aménager deux jetées et un épi afin d’abriter de la houle les deux bassins naturels qui servaient déjà à l’activité maritime.
Ces travaux sont insuffisants et le creusement d’une nouvelle darse abritée de la houle est envisagé. Pierre Joseph Bonnin, puis Camille Jacob de Cordemoy sont à l’origine du nouveau parti-pris qui consiste à creuser le plateau corallien pour obtenir un bassin de quatre hectares avec une passe de 30 mètres. Rapidement, des difficultés apparaissent en raison de la présence d’une veine rocheuse extrêmement dure. Par ailleurs, la crise économique qui s’installe dans la colonie après 1863 entraîne le désistement financier de la colonie. La municipalité de Saint-Pierre reprend à sa charge les travaux, contractant des emprunts importants. En 1883, le creusement du chenal d’accès est achevé, année qui correspond à l’inauguration du port. Il peut accueillir des navires de 4,5 mètres de tirant d’eau, mais l’évolution des tonnages des bateaux rend très vite obsolètes les capacités de Saint-Pierre, port délaissé au profit de celui de la Pointe des Galets.
Durant les années 1870-1885, des travaux sont réalisés pour améliorer la capacité du port sudiste et ses prestations maritimes liées à la construction, la réparation et l’entretien des navires. À cet effet, un bassin de radoub est creusé à l’angle sud-ouest du port. Ce type d’infrastructure suppose l'existence de fortes marées, inexistantes à Saint-Pierre. Pour mettre à sec les bateaux, l’entrée du bassin est fermée   et l’eau vidée au moyen de pompes. Il existe 22 bassins de ce type repérés dans le patrimoine français, deux seulement sont protégés au titre des monuments historiques, ceux de Rochefort et de Toulouse.
Dès le milieu du XXe siècle, le bassin de radoub de Saint-Pierre a perdu sa vocation initiale. Il sert depuis cette date d’abri pour les barques des pêcheurs pour lesquelles des quais ont été réalisés lors de la modernisation du port à la fin des années 1990.